# Haardstede
De haardstede is een begrip dat voorkomt in bestuurlijke verordeningen uit de middeleeuwen om bijvoorbeeld te bepalen of belasting verschuldigd is, of dat iemand op een bepaalde plaats woont. Er wordt een woongelegenheid mee bedoeld (stede) waar een haard is (verwarming). Het gaat dan in de regel om een huis of woning waar mensen wonen, in een stad of op het land.
Er worden daarom ook huizen of boerderijen mee aangeduid, die onder de belastingplicht vielen. Feitelijk is dat een pars pro toto, omdat de haard de plek in het huis is waar het vuur brandt. De gedachte hierachter is dat een haard alleen in de woning aanwezig is en niet in bijvoorbeeld een stal.
Over haardsteden werden in Nederland van de 17e tot begin 19e eeuw belastingen geheven, het zogenoemde haardstedengeld.